# Tom Jones' Greatest Hits
Tom Jones' Greatest Hits es el segundo álbum recopilatorio del cantante estadounidense del mismo nombre. Fue publicado en diciembre de 1973 a través del sello discográfico Parrot, subsidiaria de London Records.

## Recepción de la crítica
Un escritor no especificado de la revista Record & Radio Mirror declaró: ”Las opiniones varían sobre la posición de Tom en el pop. Es el favorito del club de cena, y tal vez sus raíces hayan sido un poco olvidadas. Sus sencillos no lo hacen muy bien ahora. Pero es injusto olvidar el estilo soul de sus sencillos que le han dado reputación, y no es razonable olvidar que puede batir a todo pulmón con los mejores. Este álbum nostálgico y bastante destacado ofrece recordatorios”. Un escritor no especificado de la revista Billboard indicó que la recopilación “está cargado de sólida musicalidad. Temas como «It's Not Unusual», «What's New Pussycat», «Green Green Grass of Home», «Love Me Tonight» enfatizan lo bien que Jones puede interpretar una variedad de baladas—todas con un sentimiento conmovedor y un poderoso sonido pop”.
Un escritor no especificado de la revista Cash Box comentó: “Tom ha deleitado a millones durante años tanto con sus actuaciones en vivo como con sus discos, y esta última colección de sus grandes éxitos seguramente demostrará que su popularidad ha estado más que justificada. Comenzando desde el principio con su primer éxito #1, «It's Not Unusual», y siguiendo la increíble serie de éxitos de Tom, el álbum ayuda a poner los talentos del cantante en perspectiva”. Un escritor no especificado de la revista Record World le otorgó el certificado de “Hit of the Week”, y lo calificó como “un álbum emocionante y evocador”.

## Lista de canciones
| Lado uno |                                 |                                         |                                           |          |  |
| N.º      | Título                          | Escritor(es)                            | Lanzamiento original                      | Duración |  |
| 1.       | «It's Not Unusual»              | Gordon Mills Les Reed                   | Along Came Jones (It's Not Unusual), 1965 | 2:08     |  |
| 2.       | «I'll Never Fall in Love Again» | Lonnie Donegan Jimmy Currie             | 13 Smash Hits, 1967                       | 2:55     |  |
| 3.       | «What's New Pussycat?»          | Hal David Burt Bacharach                | What's New Pussycat?, 1965                | 2:18     |  |
| 4.       | «Green, Green Grass of Home»    | Curly Putman                            | Green, Green Grass of Home, 1967          | 3:03     |  |
| 5.       | «Love Me Tonight»               | Lorenzo Pilat Mario Panzeri Barry Mason | Non-album single, 1969                    | 3:12     |  |

| Lado dos |                                     |                           |                                         |          |  |
| N.º      | Título                              | Escritor(es)              | Lanzamiento original                    | Duración |  |
| 1.       | «She's a Lady»                      | Paul Anka                 | Tom Jones Sings She's a Lady, 1971      | 2:55     |  |
| 2.       | «Funny Familiar Forgotten Feelings» | Mickey Newbury            | Funny Familiar Forgotten Feelings, 1967 | 2:52     |  |
| 3.       | «Delilah»                           | Reed Mason                | Delilah, 1968                           | 3:24     |  |
| 4.       | «Help Yourself»                     | Jack Fishman Carlo Donida | Help Yourself, 1968                     | 2:53     |  |
| 5.       | «Daughter of Darkness»              | Reed Geoff Stephens       | I Who Have Nothing, 1970                | 3:18     |  |

## Posicionamiento
| Gráfica (1973–74)                         | Pico de posición |
| ----------------------------------------- | ---------------- |
| Australia (Kent Music Report)             | 89               |
| Canadá (RPM 100 Albums)                   | 86               |
| Estados Unidos (Billboard Top LPs & Tape) | 185              |
| Reino Unido (UK Albums Chart)             | 15               |